# Asami Setō
Asami Setō (瀬戸 麻沙美 Setō Asami?,  Prefectura de Saitama, Japón, 2 de abril de 1993) es una actriz de voz japonesa, afiliada a Sigma Seven.
Es conocida por interpretar a Mai Sakurajima en Seishun Buta Yarou Wa Bunny Girl Senpai no Yume wo Minai, Nobara Kugisaki en Jujutsu Kaisen, Chihaya Ayase en Chihayafuru, Mirage Farina Jenius en Macross Delta,Raphtalia en Tate no Yūsha no Nariagari y a Kujou Sara en Genshin Impact.

## Filmografía

### Anime
2011
- Anohana como Atsumu Matsuyuki (joven)[1]
- Chihayafuru como Chihaya Ayase[2]
- Dog Days como Amelita Tremper[1]
- Hōrō Musuko como Yoshino Takatsuki[1] (debut)
- Ro-Kyu-Bu! como Kagetsu Hakamada

2012
- Hori-san to Miyamura-kun: Shingakki como Kyouko Hori
- Magi: The Labyrinth of Magic como Ri Seishun
- Lagrange: The Flower of Rin-ne como Lan
- Senki Zesshō Symphogear como Aoi Tomosato
- Tari Tari como Konatsu Miyamoto

2013
- Aikatsu! como Shion Kamiya
- Chihayafuru 2 como Chihaya Ayase
- Strike the Blood como Asagi Aiba
- Kakumeiki Valvrave como Shōko Sashinami
- Kakumeiki Valvrave: Segunda temporada como Shōko Sashinami

2014
- Atelier Escha & Logy como Wilbell voll Erslied
- Baby Steps como Himeko Sasami
- Double Circle como Akane
- Haikyū!! como Yui Michimiya
- Mahou Sensou como Kurumi Isoshima
- Selector Infected WIXOSS como Iona Urasoe
- Selector Spread WIXOSS como Iona "Yuki" Urasoe
- Witch Craft Works como Ayaka Kagari

2015
- Death Parade como Chiyuki
- Tokyo Ghoul √A como Akira Mado
- Urawa no Usagi-chan como Usagi Takasago
- Shokugeki no Sōma como Miyoko Hōjō
- Monster Musume no Iru Nichijō como Kii
- Overlord como CZ2128 Delta
- Charlotte como Medoki
- Shokugeki no Soma como Miyoko Hōjō
- Baby Steps Season 2 como Himeko Sasami

2016
- Bungō Stray Dogs como Ichiyō Higuchi
- Macross Delta como Mirage Farina Jenius
- Shokugeki no Sōma: Ni no Sara como Miyoko Hōjō
- Haruchika como Naoko Serizawa
- Honobono Log como varios personajes
- Kuromukuro como Mika Ogino
- Norn9 como Nanami Shiranui
- Regalia: The Three Sacred Stars como Ingrid Tiesto

2017
- Centaur no Nayami como Rino Kimihara
- Shokugeki no Sōma: San no Sara como Miyoko Hōjō
- Granblue Fantasy The Animation como Jessica
- Hitorijime My Hero como Kaide-sensei
- Natsume Yūjin-chō Roku como Takuma Tsukiko
- Pokémon Sol y Luna como Junsar (Oficial Jenny)
- Senki Zesshō Symphogear AXZ como Aoi Tomosato

2018
- B: The Beginning como Lily Hoshina
- Tokyo Ghoul:re como Akira Mado
- Seishun Buta Yarou wa Bunny Girl Senpai no Yume wo Minai como Sakurajima Mai
- Toji no Miko como Yukari Origami
- Kokkoku como Shoko Majima
- Lost Song como Monica Rukkusu
- Sunohara-sou no Kanrinin-san como Sumire Yamanashi
- Ongaku Shōjo como Eri Kumagai
- Overlord III como CZ2128 Delta
- Shin: Nanatsu no Taizai como Uriel

2019
- Tate no Yūsha no Nariagari como Raphtalia
- Chihayafuru 3 como Chihaya Ayase
- Assasin's Pride como Shinhua Tsvetok
- B-Project: Zecchō Emotion como Tsubasa Sumisora
- Bungo Stray Dogs 3 como Ichiyō Higuchi
- Isekai Quartet como CZ2128 Delta
- Senki Zesshō Symphogear XV como Aoi Tomosato
- Kouya no Kotobuki Hikoutai como Leona

2020
- Isekai Quartet 2 como CZ2128 Delta, Raphtalia
- Jujutsu Kaisen como Nobara Kugisaki
- Otome Game no Hametsu Flag Shika Nai Akuyaku Reijō ni Tensei Shiteshimatta... como Gerald Stuart (niño)
- Strike the Blood IV como Asagi Aiba

2021
- Tropical-Rouge! Pretty Cure como Asuka Takizawa/Cure Flamingo
- B: The Beginning Succession como Lily Hoshina
- Sentōin, Hakenshimasu! como Heine
- Fena: Pirate Princess como Fena Houtman
- Scarlet Nexus como Kasane Randal
- Heion Sedai no Idaten-tachi como Pisara

2022
- Tate no Yūsha no Nariagari Season 2 como Raphtalia
- Birdie Wing: Golf Girls' Story como Aoi Amawashi
- Kage no Jitsuryokusha ni Naritakute! como Alpha
- Bleach: Sennen Kessen-hen como Shino Madarame

2023
- Oshi no Ko como Frill Shiranui
- Megami no Cafe Terrace como Akane Hōōji
- Kimi no Koto ga Dai Dai Dai Dai Daisuki na 100-nin no Kanojo como Nano Eiai

2024
- Kaiju No. 8 como Mina Ashiro
- The New Gate como Schnee Raizar
- Tsuyokute New Saga como Yori Asanagi

### Videojuegos
2012
- Street Fighter X Tekken como Lili

2017
- Magia Record como Asuka Tatsuki

2018
- Azur Lane como Saint Louise

2020
- To Aru Majutsu no Index Imaginary Fest como Othinus

2020
- Arknights como Ceobe

2021
- Alchemy Stars como Lenore
- Genshin Impact como Kujou Sara
- Dead or Alive Xtreme Venus Vacation como Elise
- Blue Archive como Hasumi Hanekawa
- Scarlet Nexus como Kasane Randall

2024
- Tekken 8 como Reina
- Wuthering Waves como Baizhi

2025
- Venus Vacation Prism: Dead or Alive Xtreme como Elise